# Liste der Biografien/Valk
Liste der Biografien |
Portal Biografien |
Personensuche
# |
A |
B |
C |
D |
E |
F |
G |
H |
I |
J |
K |
L |
M |
N |
O |
P |
Q |
R |
S |
T |
U |
V |
W |
X |
Y |
Z |
?
 
Va |
Vd |
Ve |
Vh |
Vi |
Vj |
Vl |
Vn |
Vo |
Vr |
Vs |
Vt |
Vu |
Vy
 
Vaa |
Vab |
Vac |
Vad |
Vae |
Vaf |
Vag |
Vah |
Vai |
Vaj |
Vak |
Val |
Vam |
Van |
Vap |
Vaq |
Var |
Vas |
Vat |
Vau |
Vav |
Vaw |
Vax |
Vay |
Vaz
 
Vala |
Valb |
Valc |
Vald |
Vale |
Valf |
Valg |
Valh |
Vali |
Valj |
Valk |
Vall |
Valm |
Valn |
Valo |
Valp |
Valq |
Vals |
Valt |
Valu |
Valv |
Valy |
Valz
Die Liste der Biografien führt alle Personen auf, die in der deutschsprachigen Wikipedia einen Artikel haben. Dieses ist eine Teilliste mit 56 Einträgen von Personen, deren Namen mit den Buchstaben „Valk“ beginnt.

## Valk
- Valk, Bas van der (* 1984), niederländischer Tennisspieler
- Valk, Claudius (* 1966), deutscher Jazzsaxophonist
- Valk, Fritz (1895–1956), deutsch-tschechisch-britischer Theater- und Filmschauspieler
- Valk, Garry (* 1967), kanadischer Eishockeyspieler
- Valk, Heinz (* 1936), estnischer Künstler und Politiker
- Valk, Jan (* 1978), deutscher Germanist, Herausgeber, Übersetzer, Verlagslektor, Journalist und Autor
- Valk, Jeroen de (* 1958), niederländischer Musikjournalist und Jazzautor
- Valk, Marchinus van der (1910–1992), niederländischer Altphilologe und Theologe
- Valk, Mats (* 1996), niederländischer Speedcuber
- Valk, Maurits van der (1857–1935), niederländischer Landschafts- und Stilllebenmaler sowie Kunstkritiker
- Valk, Ria (* 1941), niederländische SängerinRia Valk (* 1941)

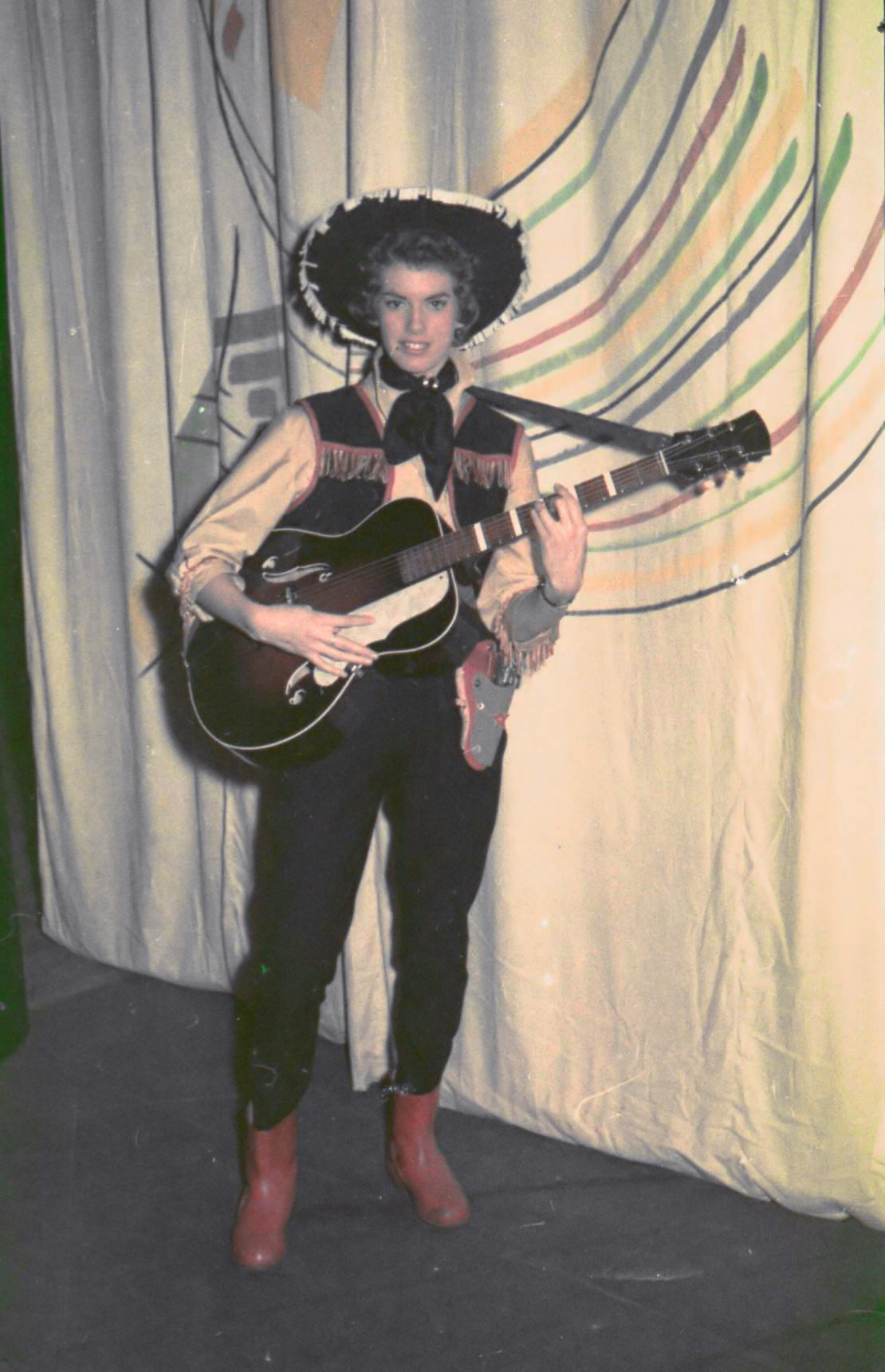
Ria Valk (* 1941)

- Valk, Rüdiger (* 1945), deutscher Mathematiker, Informatiker
- Valk, Thorsten (* 1972), deutscher Museumsdirektor und Hochschullehrer
- Valk, William (1806–1879), US-amerikanischer Arzt und Politiker

### Valka
- Válka, Josef (1929–2017), tschechischer Historiker, Professor der älteren Geschichte Böhmens
- Valkama, Aarne (1909–1969), finnischer Nordischer Kombinierer
- Valkama, Jorma (1928–1962), finnischer Weitspringer

### Valke
- Valke, Andreas († 1546), Domherr in Münster
- Valke, Bernhard, Domherr in Münster
- Valke, Bernhard († 1448), Domdechant in Münster
- Valke, Hermann († 1504), Domherr in Münster
- Valke, Johann († 1495), Domherr in Münster
- Valke, Johannes († 1433), Domherr in Münster
- Valke, Ludolf († 1634), Domherr in Münster und Drost im Amt Rheine-Bevergern
- Valke, Wilhelm († 1568), Domherr in Münster
- Valkeapää, Jukka-Pekka (* 1977), finnischer Regisseur
- Valkeapää, Nils-Aslak (1943–2001), samisch-finnischer VolkskünstlerNils-Aslak Valkeapää (1943–2001)

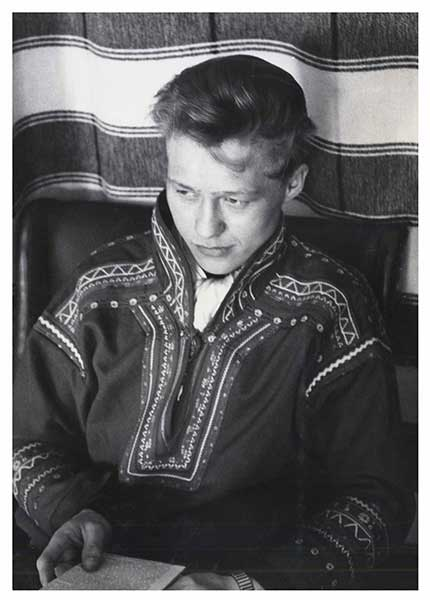
Nils-Aslak Valkeapää (1943–2001)

- Valkenauer, Hans, bayerisch-salzburgerischer Bildhauer
- Valkenburg, Adriana (1894–1968), niederländische Prostituierte, Kollaborateurin und Judenverräterin während des Zweiten Weltkriegs
- Valkenburg, Bertha (1862–1929), niederländische Malerin
- Valkenburg, Diane (* 1984), niederländische Eisschnellläuferin
- Valkenburg, Dirk (1675–1721), niederländischer Maler im Goldenen Zeitalter
- Valkenburg, Hendrik (1826–1896), niederländischer Genremaler und Kunstpädagoge
- Valkenburg, Johannes von, Buch- und Miniaturmaler
- Valkenburg, Patti (* 1958), niederländische Medienwissenschaftlerin
- Valkenburg, Piet (1888–1950), niederländischer Fußballspieler
- Valkendorf, Erik (1465–1522), vorletzter katholischer Erzbischof in Norwegen
- Valkendorff, Christoffer (1525–1601), dänischer Statthalter von Norwegen, Island, Gotland und Kopenhagen
- Valkenpert, Aleksander (1908–1980), estnischer Fußballspieler

### Valkh
- Valkhoff, Johan Nicolaas (1834–1900), niederländischer Romanist, Fremdsprachendidaktiker und Lexikograf
- Valkhoff, Marius François (1905–1980), niederländischer Romanist und Kreolist, der längere Zeit in Südafrika wirkte
- Valkhoff, Pieter (1875–1942), niederländischer Autor und Romanist

### Valki
- Valkiers, Matthias (* 1990), belgischer Volleyballspieler
- Valkiūnas, Valdemaras (* 1959), litauischer und lettischer Unternehmer und Politiker

### Valkk
- Välkki, Anita (1926–2011), finnische Opernsängerin (Sopran)

### Valko
- Valko, Ernest (1953–2010), slowakischer Politiker und Jurist
- Valkonen, Mariliis (* 1981), estnische Komponistin
- Valkonen, Sanna (* 1977), finnische Fußballspielerin
- Válková, Helena (* 1951), tschechische Politikerin
- Valková, Kateřina (* 1996), tschechische Volleyballspielerin
- Valkovskis, Jānis Pavels (* 2004), lettischer Handballspieler

### Valks
- Valks, Zoë (* 1995), schweizerisch-niederländische Schauspielerin

### Valku
- Valkusz, Máté (* 1998), ungarischer Tennisspieler

### Valky
- Válkyová, Katarína (* 1979), slowakische Tennisspielerin
- Valkyria, Lyra (* 1996), irische WrestlerinLyra Valkyria (* 1996)

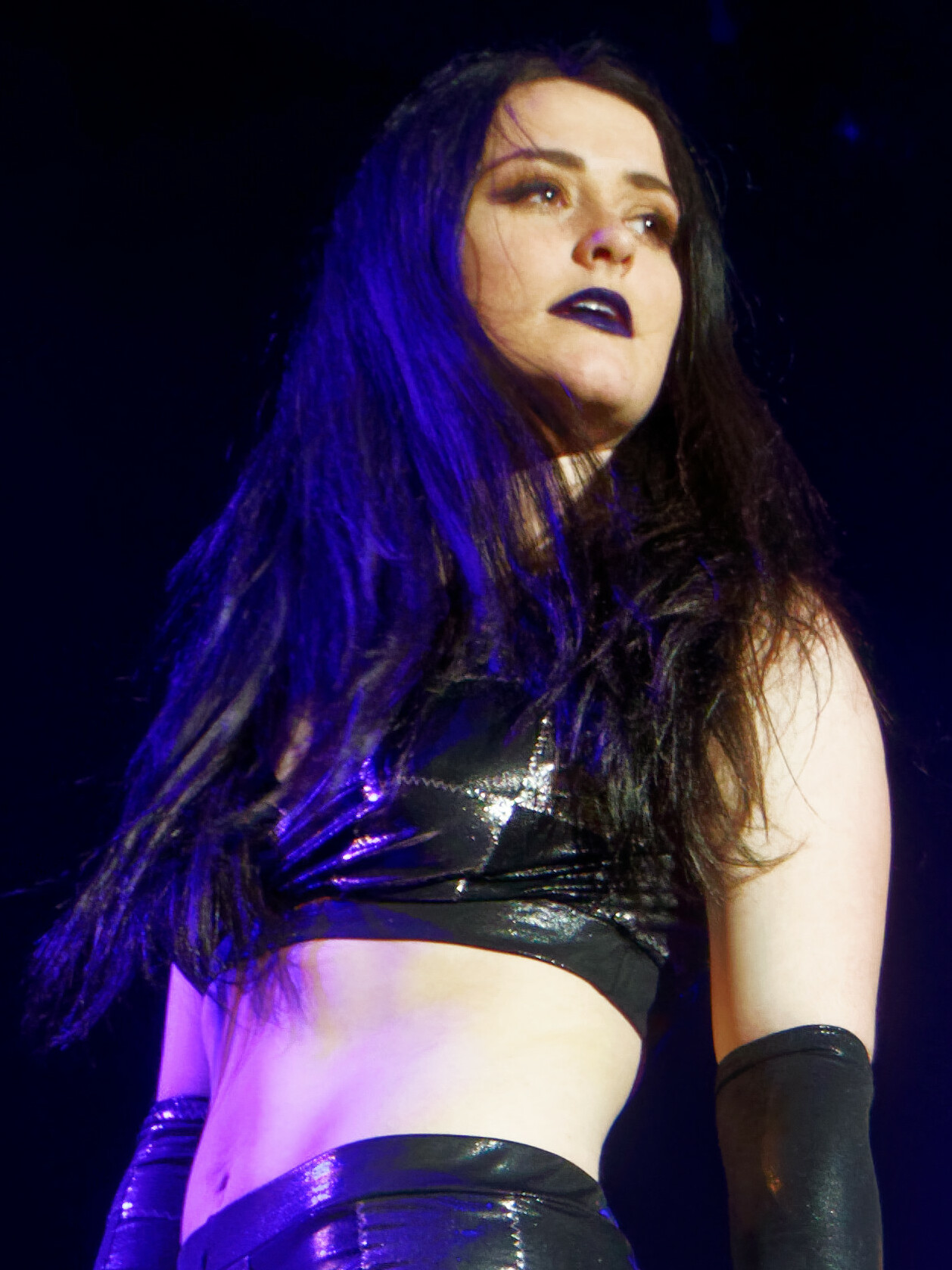
Lyra Valkyria (* 1996)

- Valkysers, Ralf (* 1965), deutscher Politiker